# Episodi di Oshi no ko
Questa è la lista degli episodi della serie televisiva anime Oshi no ko, adattamento dell'omonimo manga scritto da Aka Akasaka e disegnato da Mengo Yokoyari.

## Lista episodi

### Prima stagione
| Nº serie | Nº | Titolo italiano Giapponese 「Kanji」 - Rōmaji | In onda        | In onda |
| Nº serie | Nº | Titolo italiano Giapponese 「Kanji」 - Rōmaji | Giapponese     |         |
| 1        | 1  | Mother and Children 「Mother and Children」 | 12 aprile 2023 |         |
| 1        | 1  | Il dottor Gorou Amemiya è un giovane ginecologo presso l'ospedale di Takachiho, una cittadina di montagna nel Kyūshū, ed è un fan sfegatato della idol Ai Hoshino, frontman delle B-Komachi; questa passione gli è stata trasmessa da Sarina Tendouji, una giovane paziente malata terminale che era ricoverata presso il suo ospedale, che è morta all'età di 12 anni senza riuscire a realizzare il suo sogno di diventare una idol. La vita tranquilla di Gorou ha una brusca svolta quando arriva nel suo ospedale proprio Ai Hoshino, che è incinta di due gemelli e che si rifiuta di rivelare l'identità del padre. Ai confida a Gorou che ha intenzione di tenere i gemelli poiché, essendo ella stessa un'orfana, non ha mai avuto una famiglia e vuole crearne una, seppur senza voler abbandonare la carriera di idol; decide quindi di tenere segreta al pubblico la sua gravidanza, per non destare scalpore e non contrariare i suoi fan. Gorou promette ad Ai che si sarebbe preso cura di lei per il resto della gravidanza e che avrebbe fatto nascere i suoi figli. Tuttavia, proprio il giorno del parto, Gorou viene aggredito da uno stalker di Ai, che aveva scoperto che la cantante era ricoverata in quell'ospedale, e viene gettato giù da una scarpata, morendo poco dopo. Proprio in quegli istanti, Ai entra in travaglio e dà alla luce i suoi due figli, che si rivelano essere le reincarnazioni di Gorou e Sarina, cui darà i nomi di Aquamarine e Ruby. I due bambini sanno che si sono entrambi reincarnati, ma sono d'accordo nel celarsi a vicenda le loro vere identità. Ichigo Saito, presidente della Strawberry Productions e agente di Ai, organizza il grande ritorno sulle scene della ragazza, affidando i due gemelli alla custodia della moglie Miyako, che però si stanca presto del suo ruolo di baby-sitter e decide di rivelare alla stampa la verità sui gemelli. Ruby e Aqua, intese le cattive intenzioni della donna, usano la loro intelligenza per spaventare la donna e convincerla che loro due sono le reincarnazioni di due divinità, assicurandosi la sua lealtà e collaborazione. Con il passare degli anni, i due gemelli vengono a conoscenza degli intrighi e delle menzogne del mondo dell'intrattenimento. All'età di 4 anni, Aqua entra in contatto con Taishi Gotanda, un regista che sta girando una serie cui prende parte anche Ai, che intuisce le abilità recitative del bambino e lo convince a recitare in uno dei suoi prossimi film, in cui sarà ancora protagonista Ai. Durante le riprese, Aqua conosce la piccola attrice-prodigio Kana Arima, la quale, inizialmente scettica sulle sue abilità recitative, rimane impressionata dalla performance del bambino. Il film riscuote un discreto successo: la carriera di Ai decolla definitivamente e le B-Komachi ottengono una data al prestigioso Tokyo Dome. Tuttavia, la mattina del giorno del concerto, lo stesso stalker che aveva ucciso Gorou si presenta alla porta di casa di Ai, accusandola di aver tradito i suoi fan, accoltellandola a morte e scappando via; successivamente, si scoprirà che l'uomo si è suicidato. Negli ultimi istanti di vita, Ai conforta i suoi gemelli, che hanno assistito all'omicidio, dichiarando il suo amore per loro e chiedendosi se un giorno anche loro ripercorreranno le sue orme nel mondo dello spettacolo. La morte di Ai desta clamore e per qualche settimana non si parla d'altro, ma la notizia finisce ben presto per essere dimenticata dal pubblico in favore di altri fatti di cronaca. I due gemelli vengono adottati dai Saito, poiché Ai non aveva parenti. Ruby decide di seguire le orme di Ai e diventare una idol, mentre Aqua intuisce che il mandante dell'omicidio potrebbe essere il suo padre biologico, unica persona ad essere a conoscenza della gravidanza di Ai e del suo indirizzo di casa, e decide di entrare nel mondo dello spettacolo come attore per rintracciarlo e ucciderlo. Diversi anni dopo, i due gemelli escono di casa per il loro primo giorno di scuole superiori. |                |         |
| 2        | 2  | Terza opzione 「三つ目の選択肢」 - Mittsume no sentakushi | 19 aprile 2023 |         |
| 2        | 2  | Sono passati dieci anni dalla morte di Ai: Ichigo è rimasto sconvolto dall'episodio e ha abbandonato la famiglia, le B-Komachi si sono sciolte e Miyako, che ha preso le redini della Strawberry Productions, ha deciso di chiudere il reparto idol per concentrarsi sui content creators. Ruby partecipa ad un'audizione per diventare una idol, ma è all'oscuro del fatto che Aqua, contrario all'idea che anche la sorella entri in quel mondo, abbia truccato i risultati del provino per farle sembrare che non sia stata presa. Tuttavia, un giorno la giovane viene notata per strada dal manager di un gruppo di chika idols, che le propone di entrare a far parte della loro agenzia. Miyako, dopo aver scoperto che quell'agenzia non è affidabile, decide di riaprire il reparto idol e di creare un nuovo gruppo, di cui Ruby è la prima componente. Nel frattempo, Aqua è diventato l'assistente di Gotanda, ma ha rinunciato alla sua carriera di attore per cimentarsi nel lavoro dietro alle quinte. Il regista, tuttavia, gli consiglia di non rinunciare ai suoi sogni e ad Aqua tornano in mente le ultime parole della madre, che aveva auspicato per lui un futuro come attore. Aqua e Ruby sono ammessi alla prestigiosa Youtou High School, che ha un indirizzo riservato alle arti performative. Mentre visitano la scuola, i gemelli incontrano Kana, che è felicemente sorpresa di aver rivisto Aqua dopo tanti anni. |                |         |
| 3        | 3  | Adattamento televisivo 「漫画原作ドラマ」 - Manga gensaku dorama | 26 aprile 2023 |         |
| 3        | 3  | Kana vuole stringere amicizia con Aqua e prova a convincerlo a ritornare a recitare, offrendogli un ruolo da antagonista nell'adattamento live-action del manga Sweet Today. La ragazza menziona di avere contatti con il famoso produttore Masaya Kaburagi, che Aqua ricorda essere uno dei contatti presenti nel telefono personale di Ai. Con l'obiettivo di avvicinarsi a Kaburagi, Aqua accetta il ruolo, per poi scoprire che la produzione è low-budget e che l'obiettivo del film è quello di mettere in mostra dei giovani modelli che però non hanno alcun talento nella recitazione. Di conseguenza, Kana è costretta a recitare volontariamente male per evitare di risaltare troppo rispetto ai personaggi maschili. La ragazza rivela inoltre che la sua promettente carriera è andata in declino e che solo recentemente sta provando a ritornare sulle scene. Durante una pausa dalle riprese, Aqua raccoglie dei campioni di saliva di Kaburagi, con l'obiettivo di analizzarli per scoprire eventuali rapporti di parentela tra i due, e nel frattempo ascolta di nascosto una conversazione in cui lo stesso Kaburagi rivela di non avere intenzione di far progredire la carriera di Kana e di volerla solo usare per i suoi scopi. Aqua decide quindi di accettare la parte e di dare il meglio di sé. |                |         |
| 4        | 4  | Attori 「役者」 - Yakusha | 3 maggio 2023  |         |
| 4        | 4  | Aqua usa le sue abilità recitative per mettere Kana e Melt Narushima, l'attore protagonista della serie, in condizione di recitare nel miglior modo possibile. Kana mette in scena una delle sue migliori performance, che le valgono il plauso della critica e dei fan, che fino a quel momento erano stati molto duri con la serie. Alla festa di fine riprese Aqua incontra nuovamente Kaburagi, che ora sa non essere suo padre in seguito al risultato negativo del test del DNA. Kaburagi, avendo intuito che Aqua vuole scoprire di più sul passato di Ai, propone al giovane di partecipare ad un reality show in cambio di informazioni sulla ragazza. Qualche tempo dopo, Aqua e Ruby sono a scuola per il loro primo giorno alla Youtou, dove la ragazza fa amicizia con Minami Kotobuki, una giovane modella gravure. In classe con loro c'è anche Frill Shiranui, una famosa modella che Ruby idolatra. Aqua si presenta a Frill, che afferma di conoscerlo per la sua apparizione in Sweet Today. Ruby inizia quindi a sentirsi in soggezione per il fatto di essere l'unica persona della sua classe a non avere alcun ruolo nel mondo dello spettacolo e cerca di convincere Miyako a portare avanti il progetto di costituire un gruppo di idol, che nel frattempo si è arenato per la difficoltà nel reperire giovani cantanti. Aqua suggerisce quindi di reclutare Kana. |                |         |
| 5        | 5  | Reality show romantico 「恋愛リアリティーショー」 - Ren'ai riaritī shō | 10 maggio 2023 |         |
| 5        | 5  | Nonostante la sua riluttanza nel lasciare il mondo della recitazione per diventare una idol, Kana decide di firmare un contratto con la Strawberry per poter essere più vicina ad Aqua, per cui sta iniziando a provare dei sentimenti. Tuttavia, rimane scioccata dalla notizia che il prossimo ruolo del ragazzo è in un reality show sentimentale chiamato LoveNow, cui prendono parte anche la modella Yuki Sumi, il ballerino Nobuyuki Kumano, l'attrice teatrale Akane Kurokawa, la streamer MEM-cho e il musicista Kengo Morimoto. Nonostante lo show sia recitato in favore di telecamera, Kana è gelosa delle interazioni di Aqua con le altre protagoniste. Nel frattempo, Miyako sta preparando il debutto del nuovo gruppo di idol della Strawberry, spingendo Kana e Ruby a pubblicare un video su YouTube in collaborazione con uno dei creators sotto contratto con l'agenzia: Pieyon, un bodybuilder mascherato da pulcino, che fa fare loro una challenge di resistenza mentre ballano. Alla fine del video, Ruby rivela il nome del gruppo: saranno le nuove B-Komachi. |                |         |
| 6        | 6  | Egosurfing 「エゴサーチ」 - Ego Sāchi – "Ego Search" | 17 maggio 2023 |         |
| 6        | 6  | Con il passare degli episodi di LoveNow, Aqua si rende conto di come i reality show siano molto più recitati di quanto non sembri. Kana mette in guardia Ruby sull'importanza e dai pericoli dell'egosurfing, in quanto le idols devono molto curare la loro presenza online. Nel frattempo, l'attenzione dei fan di LoveNow si concentra sui vari triangoli amorosi, da cui Aqua si tiene volontariamente fuori per non attirare troppe attenzioni su di sé. Chi sta vivendo male il clima del reality è Akane, che ha pochissime scene e che non riesce quasi mai a mettere in mostra le sue qualità recitative. Sotto pressione della sua agenzia, Akane decide di fare un gesto plateale e dà uno schiaffo a Yuki, che ferisce involontariamente alla guancia. Yuki perdona subito la ragazza, comprendendo che il gesto di Akane fosse frutto del suo desiderio di mettersi in mostra, e la situazione sembra tornare sotto controllo. Nonostante un post di scuse pubblicato sui social, Akane viene bersagliata dal pubblico e diventa vittima del cyberbullismo dei fan dello show. Dopo essere stata bombardata di commenti negativi e minacce di morte, Akane cade in depressione e decide di suicidarsi gettandosi da un cavalcavia, salvo essere fermata all'ultimo momento da Aqua. |                |         |
| 7        | 7  | Virale 「バズ」 - Bazu | 24 maggio 2023 |         |
| 7        | 7  | Dopo che Aqua ha salvato la vita ad Akane, i due vengono portati ad una stazione di polizia, dove sono raggiunti dal resto del cast di LoveNow. Nonostante lo shock per quanto successo, Akane decide di restare nello show, anche grazie al supporto dei suoi colleghi. Arrabbiato con i registi del reality, che hanno volontariamente ritratto Akane come l'antagonista gelosa, Aqua decide di organizzare un piano per riabilitare la ragazza agli occhi dei fan. Per prima cosa, fa una soffiata alla stampa in cui rivela il tentato suicidio di Akane per attirare più attenzione su di lei. Successivamente, riesce ad ottenere le riprese delle scene in cui Yuki perdona Akane e monta un video in cui inserisce anche i dietro le quinte dello show, in cui i membri del cast interagiscono in modo genuino e amichevole. Il video, pubblicato sui profili ufficiali di LoveNow, si rivela un successo e i commenti negativi verso Akane diminuiscono sensibilmente. MEM-cho e Yuki, intuite le abilità recitative di Akane, le suggeriscono di costruirsi un personaggio per attirare l'attenzione di Aqua. Quest'ultimo, favorevole all'idea, rivela che il suo prototipo di ragazza ideale è Ai, portando Akane a fare estenuanti ricerche su di lei al fine di impersonarla nel miglior modo possibile. Alla successiva sessione di riprese, Aqua è sconvolto da quanto Akane sia riuscita a replicare fedelmente la personalità di Ai. |                |         |
| 8        | 8  | Prima volta 「初めて」 - Hajimete | 7 giugno 2023  |         |
| 8        | 8  | Aqua è sorpreso dalla performance di Akane e inizia ad avere dubbi sui suoi sentimenti per lei e per Ai, arrivando alla conclusione che alla fine lui non sapeva così tante cose su sua madre. Dopo una discussione con Kana, Aqua comprende che non prova sentimenti per Akane, ma che la sua abilità nell'impersonare Ai anche nel modo di pensare potrebbe tornargli utile e decide di manipolarla per i suoi scopi. Nell'episodio finale di LoveNow, Aqua bacia Akane davanti alle telecamere, provocando la rabbia e la gelosia di Kana. Alla festa di fine riprese, Aqua incontra nuovamente Kaburagi, che accetta di rivederlo la settimana successiva per dargli informazioni su Ai. In seguito, il ragazzo parla con Akane, confessandole di non provare nulla per lei ma di ammirarla molto come attrice; i due decidono quindi di inscenare una relazione di facciata. Dopo lo show, MEM-cho e Aqua hanno una conversazione, in cui la ragazza gli rivela che il suo sogno da bambina era quello di diventare una idol, ma che le ristrettezze economiche della sua famiglia non gliel'hanno permesso. Aqua le propone quindi di entrare a far parte delle B-Komachi. |                |         |
| 9        | 9  | B-Komachi 「B小町」 - B-Komachi | 14 giugno 2023 |         |
| 9        | 9  | MEM-cho sostiene il provino per entrare nelle B-Komachi. Miyako scopre subito che in realtà lei, che sostiene di essere un'adolescente, ha più anni di quanto non dimostri, portando la ragazza a rivelare di avere 25 anni. MEM-cho spiega che, a causa della malattia di cui soffriva sua madre, ha dovuto rinunciare al suo sogno di diventare una idol per sostenere economicamente la sua famiglia. Diventata troppo vecchia per svolgere i provini con le agenzie, ha deciso di iniziare una carriera da streamer, diventando inaspettatamente popolare. Ruby e Kana, ascoltata la sua storia, decidono di accettarla nel gruppo. Non avendo canzoni originali, il gruppo ripropone le vecchie canzoni delle B-Komachi, con Kana che ha qualche difficoltà a tenere il passo delle altre due componenti, molto più a loro agio di lei nel mondo delle idol. Nel frattempo, la popolarità di Aqua sta aumentando grazie alla sua apparizione in LoveNow, portando diverse ragazze ad essere interessate a lui, scatenando la gelosia di Kana, che non accetta la sua relazione con Akane e rifiuta di rivolgergli la parola. Aqua incontra Kaburagi, che gli rivela che l'ex-fidanzato di Ai molto probabilmente era un membro della Lalalie, la compagnia teatrale di cui fa parte anche Akane. Il produttore mostra inoltre interesse per le nuove B-Komachi, promettendo loro un posto al Japan Idol Festival. Ruby e MEM-cho entrano in competizione su chi dovrebbe essere la nuova frontman del gruppo, ma ben presto realizzano che nessuna delle due è portata per il canto. Tuttavia, scavando nel passato di Kana, scoprono che la ragazza da bambina ha pubblicato diversi singoli e che è molto talentuosa nel canto, nonostante lei sostenga il contrario. |                |         |
| 10       | 10 | Pressione 「プレッシャー」 - Puresshā – "Pressure" | 21 giugno 2023 |         |
| 10       | 10 | Ruby e MEM-cho decidono che la frontman delle B-Komachi sarà Kana, ma quest'ultima rifiuta l'offerta, affermando di non avere alcun intenzione di mettersi in mostra. Tuttavia, dopo aver ascoltato le pessime performance delle due ragazze, Kana decide di accettare. Per preparare al meglio le ragazze al JIF, Miyako richiama Pieyon per allenare le ragazze con le coreografie. Lo youtuber ha una profonda conversazione con Kana, in cui rivela di essere un fan della ragazza e di conoscerla molto meglio di quanto lei non pensasse. In realtà, il ragazzo si rivela essere Aqua con una maschera, in quanto il vero Pieyon è in vacanza. La notte prima del concerto, Kana scopre l'inganno ed è assillata dai dubbi su quanto fossero veritiere le parole di ammirazione rivolte da Aqua nei suoi confronti. Il giorno dell'esibizione al festival, Kana passa la maggior parte del tempo a ripensare al suo passato e ai suoi insuccessi, ammettendo davanti a Ruby di essere nervosa per paura di portare al fallimento le B-Komachi. Ruby riesce a tranquillizzare Kana e le B-Komachi sono finalmente pronte per il loro debutto sul palco. |                |         |
| 11       | 11 | Idol 「アイドル」 - Aidoru – "Idol" | 28 giugno 2023 |         |
| 11       | 11 | Le B-Komachi iniziano finalmente il loro concerto al JIF. La prima canzone sembra andare bene, ma Kana è scoraggiata dal fatto che la maggior parte dei fan facciano il tifo per MEM-cho e per Ruby. Tuttavia, nel corso della seconda canzone, Kana intravede Aqua tra la folla fare il tifo per loro; la ragazza trova quindi la motivazione giusta e completa la performance in crescendo, e lo spettacolo riscuote molto successo. Sulla via del ritorno, Aqua confida a Kana che il suo fidanzamento con Akane è solo di facciata; rincuorata, Kana fa pace con lui e tra i due sembra tornare la tranquillità. Nel frattempo, la Lalalie, la compagnia teatrale di cui fa parte Akane, viene selezionata per mettere in scena l'adattamento teatrale del popolare manga Tokyo Blade. Kaburagi viene incaricato di selezionare nuovi membri del cast, e la sua scelta ricade su Aqua e Kana, i cui personaggi saranno protagonisti di un triangolo amoroso proprio con quello interpretato da Akane. Aqua, inoltre, scopre che le due giovani attrici sono rivali fin da quando erano piccole, in quanto entrambe erano stelle nascenti della recitazione. Mentre il cast di Tokyo Blade inizia a fare i preparativi per mettere in scena lo spettacolo, Ruby va a fare visita alla tomba di Ai e Aqua giura ancora una volta che si vendicherà contro suo padre. |                |         |

### Seconda stagione
| Nº serie | Nº | Titolo italiano Giapponese 「Kanji」 - Rōmaji | In onda           | In onda |
| Nº serie | Nº | Titolo italiano Giapponese 「Kanji」 - Rōmaji | Giapponese        |         |
| 12       | 1  | Tokyo Blade 「東京ブレイド」 - Tōkyō Bureido | 3 luglio 2024     |         |
| 12       | 1  | Quattro mesi dopo il debutto delle B-Komachi al JIF, Aqua, Kana e Akane iniziano le prove per lo spettacolo teatrale Tokyo Blade insieme ai loro co-protagonisti, Melt Narushima, Sakuya Kamoshida e Taiki Himekawa. Nel frattempo, le B-Komachi hanno guadagnato ulteriore popolarità grazie a piccoli concerti dedicati ai fan. Aqua coglie l'occasione per avvicinarsi al regista di Lalalie, Toshirou Kindaichi, nella speranza di trovare suo padre, mentre il produttore esecutivo dello spettacolo, Sumiaki Raida, supervisiona la produzione. Durante le prove, si nota subito che Kana e Taiki hanno stili di recitazione altamente compatibili. Intanto Akane fatica a tenere il passo con Kana perché il suo personaggio, la Principessa Saya, non ha un ruolo importante nel manga e di conseguenza non c'è abbastanza materiale per immergersi adeguatamente nel personaggio. A questo si aggiunge il fatto che lo sceneggiatore, GOA, ha cambiato la personalità della Principessa Saya per adattarsi alle due ore di durata dello spettacolo, cosa che Kindaichi approva. I creatori di Tokyo Blade e Sweet Today, rispettivamente Abiko Samejima e Yoriko Kichijouji, decidono di partecipare ad una delle prove: una volta conclusa, Abiko pretende che l'intero copione sia riscritto.                                                                    |                   |         |
| 13       | 2  | Telefono senza fili 「伝言ゲーム」 - Dengon Gēmu | 10 luglio 2024    |         |
| 13       | 2  | In un flashback dell'incontro preliminare del cast, si vede Akane entusiasta di recitare nuovamente insieme ad Aqua, suscitando però la gelosia di Kana. Nel frattempo, Melt si scusa con Kana per la sua scarsa performance nella serie Sweet Today, promettendo di aver migliorato le sue abilità attoriali nel frattempo. Nel frattempo, Abiko incontra Yoriko, esprimendogli la sua preoccupazione per l’adattamento teatrale del suo manga, mentre Yoriko teme che l'eccentricità di Abiko possa comprometterne la produzione. Terminato il flashback, nel presente Abiko è furiosa perché la compagnia teatrale GOA ha ignorato le sue indicazioni, stravolgendo la personalità di molti personaggi. Yoriko le fa notare che è normale che sorgano tensioni tra autori e sceneggiatori. Viene poi rivelato che il contributo di Abiko è stato travisato a causa di errori di comunicazione lungo la catena di intermediari. Infuriata, Abiko minaccia di ritirare il consenso all'adattamento se non le sarà permesso riscrivere la sceneggiatura. GOA, frustrato dall'impossibilità di accontentarla, rinuncia al suo ruolo. Con le prove sospese in attesa della nuova sceneggiatura, Akane invita Aqua a un appuntamento per assistere insieme a uno spettacolo teatrale moderno.                                                                                  |                   |         |
| 14       | 3  | Riscrittura 「リライティング」 - Riraitingu | 17 luglio 2024    |         |
| 14       | 3  | Sebbene sia felice che le B-Komachi stiano guadagnando popolarità, Ruby è ancora frustrata dal fatto di sentirsi indietro rispetto alle sue amiche. Tuttavia, i concerti delle B-Komachi sono sospesi finché Kana non avrà finito lo spettacolo. Nel frattempo, Akane porta Aqua all'IHI Stage Around Tokyo, un teatro girevole a 360 gradi, per vedere uno spettacolo di Smash Heaven dove rimane impressionato dalla presentazione e dalla recitazione. Poi incontrano Raida, che rivela che GOA era lo scrittore dell'opera teatrale Smash Heaven. Aqua giunge alla conclusione che Abiko non sarà in grado di scrivere una sceneggiatura adatta per la commedia di Tokyo Blade e chiede a Raida di trovare un modo per ripristinare GOA. Apprezzando il lavoro di GOA, Aqua decide di adottare un approccio più diretto e chiede a Yoriko di consegnare una busta ad Abiko. Yoriko si dirige all'appartamento di Abiko ed è scioccata nel vederla lavorare troppo per rispettare la scadenza per l'ultimo capitolo di Tokyo Blade. Mentre Yoriko aiuta Abiko a finire il capitolo, litigano sui rispettivi manga prima di riconciliarsi finalmente al mattino. Abiko quindi apre la busta di Aqua, rivelando un biglietto per lo spettacolo di Smash Heaven, a cui decide di partecipare.                                                                               |                   |         |
| 15       | 4  | Recitazione emotiva 「感情演技」 - Kanjō engi | 24 luglio 2024    |         |
| 15       | 4  | Abiko assiste alla rappresentazione di Smash Heaven e ne rimane colpita. Raida viene a sapere della presenza di Abiko tra il pubblico e la incontra personalmente, chiedendole di dare una seconda possibilità a GOA. Ricordando il consiglio di Yoriko, Abiko accetta, a condizione di supervisionare personalmente la sua scrittura. Raida si assume il rischio di farli lavorare insieme a distanza, e i due finiscono per andare d'accordo, riuscendo a completare una versione rivista del copione durante la notte. La maggior parte del cast è entusiasta del nuovo copione, ma i meno esperti, Aqua e Melt, sono preoccupati di non riuscire a stare al passo. Kana avverte Aqua che la sua tendenza a reprimere le emozioni renderà difficile trasmetterle a un pubblico dal vivo, e gli consiglia di concentrarsi sul canalizzare sia i ricordi tristi che quelli felici. Tuttavia, Aqua riesce solo a ricordare la morte di Ai e ha un attacco di panico. Chiede ad Akane di portarlo all'appartamento di Gotanda per riprendersi, e Gotanda rivela ad Akane che Aqua soffre ancora di disturbo da stress post-traumatico a causa di una tragedia passata. Utilizzando le sue capacità di profilazione, Akane deduce che Aqua è in realtà il figlio di Ai, e quando lui si sveglia, gli promette di supportarlo.                                                 |                   |         |
| 16       | 5  | Si alza il sipario 「開幕」 - Kaimaku | 31 luglio 2024    |         |
| 16       | 5  | Dopo che Aqua si riprende, Akane gli promette che lo supporterà qualunque cosa accada, anche quando lui le rivela di voler vendicarsi di qualcuno. In cambio, Akane chiede ad Aqua di sostenerla contro Kana e Taiki, poiché da sola non ha alcuna possibilità di superarli. Aqua accetta e insieme consultano Gotanda per un consiglio, che accetta di aiutare Aqua ad affinare le sue capacità di recitazione emotiva. Nel frattempo, Ruby e Minami cercano di incontrare Aqua, ma incappano invece in Melt e Sakuya. Melt impedisce a Sakuya di flirtare con Minami, e Sakuya, irritato, ribatte accusando Melt di trascinare giù lo spettacolo con la sua recitazione scadente. Sakuya convince Ruby ad aggiungerlo ai suoi contatti, ma Kana e MEM-cho la avvertono che è un donnaiolo. Con il progredire delle prove, la rivalità tra Kana e Akane si intensifica, con entrambe le attrici determinate a dimostrare di poter superare l’altra. Kana accetta anche di aiutare Melt a migliorare le sue capacità di recitazione. Nel frattempo, Aqua impara da Gotanda a canalizzare il suo trauma nella recitazione. Completate le prove, gli attori si preparano per la prima dello spettacolo e tutti i conoscenti di Aqua e Ruby arrivano per vederlo. |                   |         |
| 17       | 6  | Crescita 「成長」 - Seichō | 7 agosto 2024     |         |
| 17       | 6  | Il primo atto della pièce Tokyo Blade si svolge senza intoppi, mostrando il personaggio di Taiki, Blade, che recluta i personaggi di Kana e Melt, Tsurugi e Kizami, formando la “Fazione di Shinjuku” contro la “Fazione di Shibuya” guidata dai personaggi di Akane, Aqua e Sakuya, rispettivamente la Principessa Saya, Touki e Monme. L’atto 2 inizia con Melt che ingaggia una battaglia con la spada contro Sakuya. Osservando la performance, Raida si chiede perché Kaburagi abbia raccomandato Melt. Kaburagi ammette di apprezzare personalmente Melt e di vederne il potenziale. Sul palco, Melt ricorda come il suo bell’aspetto lo avesse reso molto popolare a scuola, tanto da non aver mai avuto bisogno di impegnarsi per migliorare la recitazione. Solo dopo aver visto la performance di Aqua e Kana in Sweet Today si è reso conto di essere un attore inferiore. Seguendo i consigli di Aqua, Melt ha concentrato tutta la sua pratica sul padroneggiare il duello tra Kizami e Monme. Il pubblico, che aveva già una bassa opinione della sua recitazione nelle scene iniziali dello spettacolo, rimane sorpreso e ammirato dall'improvviso scoppio emotivo di Melt. Di conseguenza, i suoi due critici più accaniti, Yoriko e Sakuya, iniziano a provare un nuovo rispetto per lui, e Melt ringrazia Aqua per l'aiuto.                               |                   |         |
| 18       | 7  | Sole 「太陽」 - Taiyō | 14 agosto 2024    |         |
| 18       | 7  | La rappresentazione continua con le fazioni di Shinjuku e Shibuya che si scontrano, e Tsurugi si ritrova ad affrontare da sola la Principessa Saya. Durante la scena, Akane ricorda di aver idolatrato Kana da bambina e di essere diventata attrice per somigliarle. Tuttavia, quando la incontrò per la prima volta a un’audizione, ebbero una discussione sul fatto che l’audizione fosse truccata a favore di Kana, che le urlò di odiare fan come lei. Scossa da quell’esperienza, Akane iniziò a studiare il profiling psicologico per comprendere le azioni di Kana, scoprendo che la sua più grande paura era quella di non riuscire a trovare lavoro, e che per questo motivo Kana tendeva a trattenere il suo talento. Akane decise di usare l’opportunità che la pièce di Tokyo Blade le aveva offerto per spingere Kana a tornare al suo vecchio stile di recitazione, più sicuro di sé. Tuttavia, mentre Kana è tentata di migliorare la propria interpretazione per competere con Akane, istintivamente si trattiene, sapendo che lasciare ad Akane il centro della scena sarebbe più vantaggioso per lo spettacolo nel suo complesso. Dietro le quinte, Akane è frustrata per non essere riuscita a far emergere il vero talento di Kana. Aqua si avvicina a lei e la rassicura dicendo che, insieme, trascineranno Kana sotto i riflettori.                 |                   |         |
| 19       | 8  | Innesco 「トリガー」 - Torigā | 21 agosto 2024    |         |
| 19       | 8  | Durante una pausa tra le scene, Taiki osserva che la recitazione di Akane rischia di superare la sua e quella di Kana, quindi istruisce Kana che nella prossima scena improvviserà alcune parti della sua performance. La scena successiva coinvolge Aqua, Akane, Kana e Taiki che recitano insieme. Taiki inizia la sua improvvisazione salvando Kana dal colpo di spada di Akane e lanciandola tra le braccia di Aqua. Aqua coglie l’occasione per improvvisare a sua volta, focalizzando l’attenzione del pubblico su Kana. Kana ricorda la pressione che ha sentito per rimanere nel mondo della recitazione a ogni costo, al solo scopo di impressionare sua madre. Finalmente, Kana si lascia andare, mostrando appieno le sue capacità attoriali, impressionando grandemente il pubblico e Akane. A quel punto, Akane interviene per prendere un colpo di spada da Taiki, interpretando la morte della Principessa Saya. Aqua ricorda quindi il consiglio di Gotanda. Avendo capito che Aqua è il figlio di Ai, Gotanda gli ha suggerito che, se desidera recitare per vendetta, deve incanalare tutta la sua rabbia e disperazione nella recitazione. Per vendicare la Principessa Saya, Aqua canalizza la sua rabbia per la morte di Ai e attacca Taiki. |                   |         |
| 20       | 9  | Sogno 「夢」 - Yume | 28 agosto 2024    |         |
| 20       | 9  | Aqua offre un'interpretazione estremamente convincente, tanto da impressionare persino gli altri attori. Dopo che Touki viene sconfitto sul palco, Blade e Tsurugi spiegano che possono salvare la Principessa Saya invertendo l'effetto della sua spada. Quando la Principessa Saya viene riportata in vita, Aqua immagina cosa sarebbe successo se Ai non fosse mai morta e riesce a trasmettere con altrettanta efficacia un senso di sollievo e catarsi. Al termine dello spettacolo, Akane e Kana restano entrambe convinte che l’altra sia l’attrice superiore, mentre Kindaichi e Kaburagi sono colpiti dalla loro crescita artistica. Nel frattempo, Aqua approfitta dell’occasione per effettuare un test del DNA su tutto il cast e il personale di produzione. Più tardi, partecipa a una festa con il resto della troupe e si avvicina a Kindaichi per scoprire cosa sa. Quest'ultimo gli rivela di aver adottato Taiki da un orfanotrofio. Successivamente, Aqua incontra Taiki in privato e gli rivela che il test del DNA ha dimostrato che sono fratellastri, il che significa che probabilmente condividono lo stesso padre. |                   |         |
| 21       | 10 | Liberazione 「カイホウ」 - Kaihou | 11 settembre 2024 |         |
| 21       | 10 | Taiki rivela che sua madre era Airi Himekawa, una nota attrice, mentre suo padre era un altro attore di nome Seijuurou Uehara. Tuttavia, entrambi sono morti anni fa in un doppio suicidio. Questa rivelazione porta Aqua a liberarsi dalla sua ossessione per la vendetta e a vivere la sua vita con una nuova prospettiva. Nel frattempo, MEM-cho si confronta con Ruby e Kana su come raggiungere un milione di iscritti per il canale YouTube delle B-Komachi. Propone di pubblicare video di tour delle stanze, il che mette Ruby a disagio: si chiede se dovrebbe rimuovere i memorabilia di Ai per nascondere il fatto di essere sua figlia. Quella notte, riflette su come il suo desiderio di riportare in vita B-Komachi non sia solo un modo per onorare l’eredità di Ai, ma anche un tentativo di attirare l’attenzione di Gorou, ormai scomparso. Un'altra idea di MEM-cho è realizzare un video musicale con una canzone originale, ma il compositore assunto da Miyako, Himura, sta attraversando un periodo di blocco creativo. Per aiutarlo, Ruby gli invia un video-messaggio di incoraggiamento. Dopo la conclusione della rappresentazione teatrale di Tokyo Blade, Aqua accetta di accompagnare B-Komachi per girare il loro video musicale a Miyazaki, la stessa città in cui aveva lavorato e in cui era morto nella sua vita precedente come Gorou. |                   |         |
| 22       | 11 | Libertà 「自由」 - Jiyū | 18 settembre 2024 |         |
| 22       | 11 | Per prepararsi al viaggio a Miyazaki, Kana propone ad Aqua di andare a fare shopping insieme per acquistare una valigia adatta, e lui accetta. Dopo aver trascorso gran parte della giornata insieme, Kana torna a casa chiedendosi se sia possibile iniziare a frequentare Aqua e quale sia la sua vera relazione con Akane. Il giorno successivo, Aqua incontra Akane con l’intenzione di lasciarla, cosa che lei aveva già intuito. Aqua le spiega che la loro relazione non è mai stata reale sin dall'inizio e che, ora che ha scoperto che suo padre è morto, non ha più motivo di perseguire la vendetta né di trascinare Akane con sé. Akane, incerta sui propri sentimenti per Aqua a causa della sua inesperienza in amore, nota però un’incongruenza logica nella sua storia che suggerisce che il padre di Aqua potrebbe essere ancora vivo. Tuttavia, rimane combattuta sul fatto di rivelarglielo o meno. Nel frattempo, Ruby visita la tomba di Ai. Mentre si allontana, passa inconsapevolmente accanto al suo vero padre e a quello di Aqua, il quale, mentre si reca anche lui sulla tomba di Ai, riconosce l’identità di Ruby. |                   |         |
| 23       | 12 | Riunione 「再会」 - Saikai | 25 settembre 2024 |         |
| 23       | 12 | Aqua porta Akane con sé nel viaggio a Miyazaki e una volta arrivati in città, incontrano Anemone Monemone, amica di MEM-cho e creatrice di video, che senza perdere tempo invita subito le B-Komachi a girare il video musicale. Nel frattempo, Aqua porta Akane all'ospedale locale per cercare informazioni sul destino della sua vita precedente, solo per scoprire che Gorou è attualmente dichiarato scomparso. Si dirige quindi verso la scogliera dove è morto come Gorou, ma non trova il suo cadavere. Infine, fa visita alla sua vecchia casa, raccontando ad Akane della vita di Gorou come se fosse stato un suo amico di famiglia. Senza che lo sappiano, una misteriosa ragazza dai capelli bianchi li osserva segretamente. Una volta tornati in studio, Akane mette in guardia Aqua dal frequentare Kana. Dopo aver terminato la sua parte delle riprese, Ruby si allontana con Akane, ma la chiave della loro locanda viene rubata da un corvo. Mentre lo inseguono, Ruby ricorda di essersi innamorata di Gorou dopo che lui l'aveva ispirata a diventare un'idol. Tuttavia, quando inseguono il corvo in una caverna, trovano il cadavere dell'uomo. |                   |         |
| 24       | 13 | Preghiera 「願い」 - Negai | 6 ottobre 2024    |         |
| 24       | 13 | L'umore di Ruby cambia dopo aver scoperto il corpo di Gorou. Nel frattempo, Aqua confessa ad Akane di averla manipolata sottilmente per trovare il cadavere di Gorou. Ora che ha ottenuto una chiusura, può iniziare una vera relazione con Akane, che accetta. Successivamente, Ruby viene avvicinata dalla ragazza dai capelli bianchi, che le rivela che sia Ai che Gorou sono stati uccisi dallo stesso uomo e che quest'ultimo aveva un complice. Ruby deduce che il motivo per cui Aqua è diventato un attore è trovare il complice e vendicarsi di lui, spingendola a voler fare lo stesso. Dopo la fine delle riprese, il gruppo si ferma al santuario locale per esprimere dei desideri, con Ruby che augura ad Aqua di avere successo nella sua ricerca di vendetta. Sei mesi dopo, l'uscita del nuovo video musicale delle B-Komachi, POP IN 2, si rivela un enorme successo, aumentando ulteriormente la fama del gruppo, mentre Akane recita in un film appena uscito. Aqua e Ruby entrano nel loro secondo anno di liceo. Qualche tempo dopo, il padre di Aqua e Ruby uccide una donna, rivelando di avere lo stesso tipo di occhi di Ai, Aqua e Ruby. |                   |         |

## Home video

### Giappone
La prima stagione è stata pubblicata in DVD e Blu-ray dal 28 giugno 2023 al 29 novembre 2023.
| Volume | Episodi | Data di pubblicazione |
| ------ | ------- | --------------------- |
| 1      | 1       | 28 giugno 2023        |
| 2      | 2-3     | 26 luglio 2023        |
| 3      | 4-5     | 30 agosto 2023        |
| 4      | 6-7     | 27 settembre 2023     |
| 5      | 8-9     | 25 ottobre 2023       |
| 6      | 10-11   | 29 novembre 2023      |

La seconda stagione ha iniziato a essere pubblicata in DVD e Blu-ray dal 25 ottobre 2024 e continuerà fino al 26 marzo 2025.
| Volume | Episodi | Data di pubblicazione |
| ------ | ------- | --------------------- |
| 1      | 12-14   | 25 ottobre 2024       |
| 2      | 15-16   | 27 novembre 2024      |
| 3      | 17-18   | 25 dicembre 2024      |
| 4      | 19-20   | 24 gennaio 2025       |
| 5      | 21-22   | 26 febbraio 2025      |
| 6      | 23-24   | 26 marzo 2025         |

### Regione A
La prima stagione è stata pubblicata da Sentai Filmworks in un Blu-ray il 25 giugno 2024 e comprende la versione originale in giapponese sottotitolata in inglese e una versione doppiata in inglese. Per quest'ultima sono disponibili i sottotitoli SDH (acronimo di Subtitles for the Deaf and Hard of Hearing), ossia sottotitoli per non udenti e per chi ha problemi di udito.